# Pseudothelydesmus horrificus
Pseudothelydesmus horrificus är en mångfotingart som beskrevs av Christoph D. Schubart 1956. Pseudothelydesmus horrificus ingår i släktet Pseudothelydesmus och familjen Dalodesmidae. Inga underarter finns listade i Catalogue of Life.